# Quinteto para clarinete (Brahms)

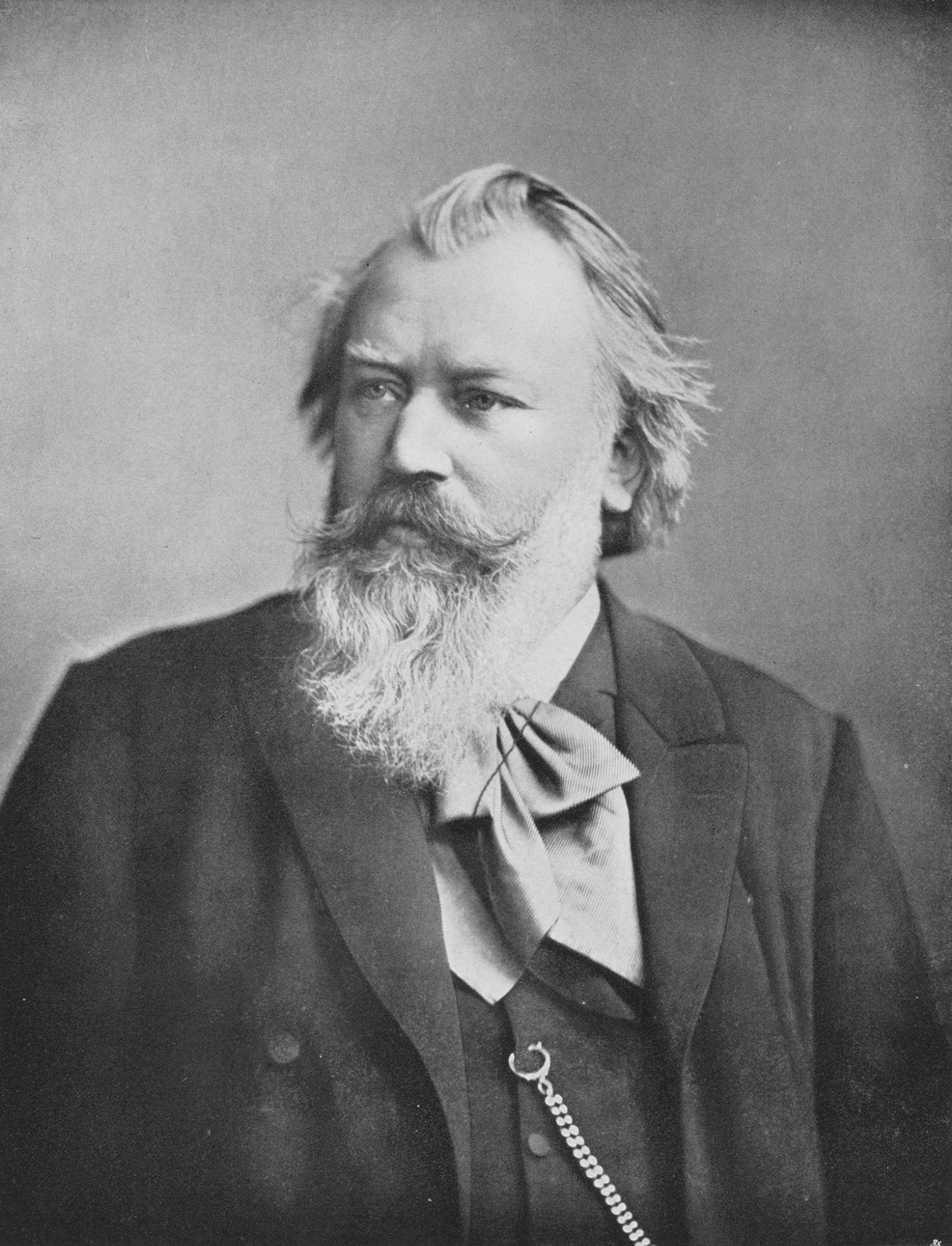
JohannesBrahms en 1889

El Quinteto para clarinete y cuarteto de cuerdas en si menor (conocido como Quinteto para clarinete), op. 115, es una obra de cámara compuesta por Johannes Brahms en 1891 para el clarinetista Richard Mühlfeld.
La obra se interpretó por primera vez en una sesión privada el 24 de noviembre de 1891 en Meiningen, con Richard Mühlfeld y el Cuarteto Joachim, dirigido por Joseph Joachim. El estreno se realizó en Berlín el 12 de diciembre del mismo año. Esa noche el público quedó tan entusiasmado que fue necesario repetir el segundo movimiento. Siguieron representaciones en toda Europa, incluyendo Londres y Viena, con el ensemble original y con otros conjuntos.
El quinteto para clarinete es una de las piezas de cámara más reconocidas de Brahms. Geiringer la describe como "una perla entre sus obras de cámara" y "una obra de retrospección, una despedida. Escenas del pasado, glorias y penas, anhelos y esperanza, se muestran ante el maestro, que las expresa una vez más con tonos delicadamente contenidos y melancólicos".

## Antecedentes

### Quintetos de clarinete
En el momento en que Brahms comenzó a componer su Quinteto para Clarinete, solo se habían compuesto unas pocas obras para este tipo de conjunto, aunque algunas muy célebres. Los ejemplos de quintetos para clarinete incluyen los de Wolfgang Amadeus Mozart, Anton Reicha, Giacomo Meyerbeer, Sigismund von Neukomm, Carl Maria von Weber, Franz Krommer, Alexander Glazunov, Heinrich Baermann y Thomas Täglichsbeck. Brahms modeló su composición a partir de la de Mozart.

### Brahms y Muhlfeld
Brahms se había retirado de la composición antes de escuchar tocar al clarinetista Richard Mühlfeld. Es posible que Brahms ya conociera a Mühlfeld cuando Hans von Bülow dirigía la Orquesta de la corte de Meiningen. Pero fue Fritz Steinbach, el sucesor de von Bülow, quien llamó la atención de Brahms sobre la interpretación de Mühlfeld en marzo de 1891. Brahms estaba entusiasmado con Mühlfeld. Ese verano en Bad Ischl, compuso este Quinteto y su Trio para clarinete Op. 114, ambos para Mühlfeld. Posteriormente también compuso sus dos Sonatas para clarinete, op. 120.

## Estructura
El quinteto está escrito para un clarinete en la y un cuarteto de cuerdas (2 violines, viola y chelo) y está dividido en cuatro movimientos:
1. Allegro
2. Adagio
3. Andantino
4. Con moto

Tiene una duración aproximada de 35 minutos.

## Análisis de la obra

### I.Allegro
En si menor.
El primer movimiento, con una atmósfera melódica muy apasionada, está escrito en forma de sonata. No obstante, comienza tras la breve exposición de una especie de leitmotiv que asegurará su unidad; es un vaivén fluido de terceras, luego de sextas, introducido por los dos violines. El clarinete hace una entrada en piano en el quinto compás; pero la exposición propiamente dicha no comienza hasta el compás 14. El primer tema -forte expressivo- al que el violonchelo da una intensidad lírica combinada con una gran modestia de emoción. Un primer tema secundario actúa como transición al segundo tema (compás 38) en el clarinete, "con una suavidad armónica y melódica muy particular" (Claude Rostand). Diez compases después, aparece un tercer tema, enlazando con sus efectos de síncopa como un ligero interludio de relajación; un segundo tema secundario (compás 59), de línea flexible, está enteramente dedicado al instrumento solista que, a modo de "puente", trae el desarrollo. Es una tercera idea contigua la que se explota primero, y sólo en esta parte, mientras que los elementos de la exposición se emplean con más libertad que en el Trío op. 114. El motivo introductorio, repetido varias veces, concluye e inicia la recapitulación que será perfectamente simétrica a la exposición, - antes de terminar, a su vez, con una coda que retoma el motivo inicial y el primer tema (a cargo del clarinete) para terminar. 

### II.Adagio
En si mayor.
El movimiento lento está planteado en forma ternaria, es una verdadera "canción de amor" a los ojos de muchos comentaristas, una cantilena de ensueño en el clarinete, que las cuerdas sostienen y envuelven con sordina. La primera sección consiste en un amplio desarrollo del tema principal, cantado dolce en tono elegíaco y "amigable", con una sencillez uniforme, por el clarinete. En el centro de esta primera sección, hay la inserción de una idea complementaria tratada como una inversión del tema. El episodio central - Più lento en si menor (compases 57 a 87) - no renuncia al uso del tema principal, pero en un registro ligeramente diferente: el clarinete asume la sucesión de motivos ornamentados, ya sea en melodía o en recitativo, a veces con inflexiones elegantes y a veces puramente líricas, incluso patéticas, - en un trémolo de las cuerdas. El carácter gitano de este fragmento ha sido subrayado más de una vez, con sus súbitos arabescos de cuádruples corcheas, - en el que hay que señalar especialmente la profusión de detalles enrevesados por la extrema atención a los recursos virtuosísticos y a la interpretación del clarinete rapsódico, verdadero solista de este movimiento. La repetición de la primera parte (compás 88) es simétrica a ésta, pero cambia significativamente su contenido: el clarinete dialoga con el primer violín en un clima de profunda intimidad. Una coda libre cierra este sublime Adagio, en el apogeo de la creación brahmsiana en su conjunto.

### III.Andantino
En re mayor, 
Andantino, luego Presto non assai, ma con sentimento (en 2/4): es, de hecho, un Presto precedido por una especie de preámbulo de treinta y tres compases. Este Andantino escenifica, bajo diferentes aspectos, el tema principal de este movimiento emergente, sin lograr, sin embargo, definir sus contornos exactos; este tema se expresa en primer plano por el clarinete. Pero este tema sólo será afirmado y fijado en el Presto, que sin embargo no adopta ninguna forma definida, y desarrolla libremente el tema en el espíritu del scherzo con variaciones, furtivas, de encanto fantasmal - el de algunos de los últimos Intermezzi para piano.

### IV.Finale, Con moto
En si menor.
Consta de un tema con cinco variaciones a modo de rondó, más una coda. El tema se presenta en una bella frase cantada con sencillez por las cuerdas sobre breves interjecciones del clarinete,que luego se retoma da capo. La primera variación (compases 33 a 64) se asigna al violonchelo, ágil; el clarinete toca al unísono con las otras cuerdas, o en sutil contrapunto. La segunda variación (compases 65 a 96) sobre un acompañamiento sincopado de las cuerdas medias, en un clima más febril, que el clarinete atraviesa con sus llamaradas de semicorcheas. El instrumento de viento adquiere mayor importancia en la tercera variación (compases 97 a 129): arpegios de semicorcheas agudas, tocados dolce, con un efecto menos virtuoso que discretamente juguetón. La cuarta variación (compases 130 a 162), pasa a la tonalidad de si mayor y propone un diálogo, como enamorado, entre el clarinete y el primer violín (piano dolce), - sobre un bordado en semicorcheas de las cuerdas medias. Es finalmente la quinta y última variación (compases 163 a 196), en si menor, pero sobre un compás de 3/8 modificando la amplitud rítmica del tema: en contrapunto, se combina una figura de semicorcheas como un eco distorsionado del leitmotiv inicial de la partitura. Pero la coda (compases 197 a 226) retomará este leitmotiv textualmente, después de una breve cadencia expresiva que culmina en un fuerte en los agudos (en mi), -la última reminiscencia que da la impresión de una plenitud, de una terminación cíclica, y , en retrospectiva, es como una "despedida" grandiosa de ese inmenso nocturno que es el Quinteto op. 115.

## Discografía seleccionada
- Charles Draper, clarinete (1869-1952) ; Quatuor Léner (1928, Columbia Japon J-7600/04 / Pearl GEMM 9903 / GEMM 007)[7] OCLC 45871807 y 36823700
- Reginald Kell, clarinete ; Cuarteto Busch (EMI)[8]
- Reginald Kell, clarinete ; Cuarteto Busch : Adolf Busch, Bruno Straumann, Hugo Gottesmann, Hermann Busch (concierto, Nueva York, 19 de diciembre de 1948, Decca Records / « Original masters » 6CD DG 477 5280) OCLC 63521256
- David Oppenheim, clarinete ; Cuarteto de Budapest ( Sony) OCLC 221873340
- Alfred Boskovsky, clarinete ; Octeto de Viena ( Decca 417 643 2) OCLC 154422352
- Karl Leister, clarinete ; Cuarteto Amadeus ( 5CD DG 474 358-2)[9] OCLC 21200149
- Sabine Meyer, clarinete ; Cuarteto Alban Berg ( EMI Classics 5 56759 2)[10] OCLC 868981050
- Pascal Moraguès, clarinete ; Cuarteto de Praga (2006, Praga Digitals) OCLC 71262184